# Polyamia cuerna
Polyamia cuerna är en insektsart som beskrevs av Delong 1984. Polyamia cuerna ingår i släktet Polyamia och familjen dvärgstritar. Inga underarter finns listade i Catalogue of Life.